# Sarah Bryant
Sarah Bryant (サラ・ブライアント Sara Buraianto?) es un personaje de la serie de videojuegos de lucha Virtua Fighter de Sega. Ella es una estudiante universitaria de San Francisco, California, quien debutó en el Virtua Fighter original, a quien le lavaron el cerebro para tratar de matar a su hermano, y luego intenta superarlo mientras busca acabar con la organización responsable. Ha aparecido en todos los juegos de la serie, incluidos los títulos derivados, e hizo varias apariciones especiales en otros juegos, especialmente en Dead or Alive 5 de Koei Tecmo como personaje jugable. Además, ha aparecido en varios medios impresos, así como en el anime Virtua Fighter.
Con la voz original de Lynn Harris, fue diseñada por Seiichi Ishii junto con el director Yu Suzuki después de una sesión de lluvia de ideas e inspirada por Sarah Connor de la franquicia Terminator. Su atuendo principal, diseñado para servir como atuendo listo para el combate y una distracción para los oponentes, se ha mantenido constante a lo largo de la serie con cambios mínimos. Sarah ha sido citada como uno de los primeros personajes femeninos occidentales en los juegos de lucha japoneses, recibió muchos elogios por su apariencia y carácter, y se destacó por su influencia en los diseños de personajes similares posteriores en otras franquicias de juegos de lucha. Sin embargo, también han surgido discusiones y críticas en torno a la sexualización de su personaje realizada tanto por Sega como por publicaciones de juegos que utilizan su imagen.

## Concepción y diseño
Creado durante una sesión de lluvia de ideas por el equipo de desarrollo Sega-AM2, su nombre inicial era Anego  (姉 lit. «Hermana»), lo que significaba su papel como la hermana de Jacky Bryant, que en ese momento se llamaba Aniki (兄貴 lit. «Hermano mayor»). Diseñado por Seiichi Ishii, este afirmó que se inspiró en el personaje de Terminator, Sarah Connor, aunque el creador de la serie, Yū Suzuki, se negó a comentar cuando se le preguntó si estaba basada en alguien. Sin embargo, la calificó como su personaje favorito debido a su facilidad de uso, debido al hecho de que «lucha agresivamente: no se queda quieta esperando el movimiento del oponente, sino que avanza. Refleja completamente mi personalidad». Cuando se le preguntó qué sentimientos debía invocar Sarah en un jugador, el entonces vicepresidente de desarrollo de productos de Sega, Eric Hammond, dijo que dependía del jugador, y que podían verla como la «damisela en apuros» o la «chica mala» capaz de cuidar de sí misma, la última de las cuales sentía que era popular en los cómics.
Su atuendo principal pasó por varios cambios radicales durante el curso del desarrollo, con notas en Virtua Fighter Maniax que indican que intentaron mantener un «encanto voluptuoso» para ella durante todo este proceso. Su diseño inicial consistía en una blusa halter corta morada, mallas, una cola de caballo y tacones rosas. La mayoría de estos temas se mantuvieron en el segundo paso de diseño, con la blusa sin mangas expandida en un leotardo completo con una faja, guantes morados sin dedos y un corte de pelo corto de color marrón oscuro. El siguiente concepto fue drásticamente diferente y se parecía a un atuendo de lucha libre que constaba de guantes negros, pantalones cortos y la parte superior de un bikini, y botas rosas con cubremuslos negros en las piernas. Su color de cabello también cambió a largo y rubio en este punto también. Los pantalones cortos y la parte superior de un bikini finalmente se cambiaron por un catsuit negro, con los brazos y los hombros expuestos y extendiéndose hasta el cuello, y una joya roja en la hebilla del cinturón, mientras que los botones eran visibles en la parte superior. Con la intención de tener «un sentido del estilo y al mismo tiempo estar lista para el combate», y posiblemente servir como una «distracción», este diseño finalizado se simplificó para perder los botones y la hebilla, y con Virtua Fighter 3 se cambió a un color azul oscuro. Si bien ha tenido una amplia variedad de atuendos secundarios a medida que avanzaba la serie, su diseño principal se ha utilizado a lo largo de la serie y en el material promocional, y solo ha visto cambios mínimos a lo largo de los años.
Sarah mide alrededor de 5'8" (173 cm) de altura, y tiene unas medidas de 36-23-36" (90-57-90 cm). Según Suzuki, su cola de caballo en el diseño final tenía la intención de ser «práctica» en la lucha de artes marciales, debido a que no se tiraba del cabello dentro de los juegos, mientras que sus piernas más largas estaban destinadas a enfatizar su dependencia de los ataques basados en patadas usando jeet kune do. Como un huevo de Pascua, el color de su arete cambia según la etapa de lucha en la que el jugador se encuentre actualmente, una tendencia que continuó hasta Virtua Fighter 3tb. Uno de los objetivos del equipo de desarrollo de la serie era aumentar el realismo mejorando los gráficos de una entrada a la siguiente, y un desarrollador señaló que para Virtua Fighter 2 se usaron «muchos polígonos» para su pecho en el modelo. El desarrollador Keiji Okayasu explicó esto, afirmando que causó un problema para el puerto de origen del título, ya que no pudieron reducir el número de polígonos sin alterar drásticamente sus proporciones.

## Apariciones
Sarah Bryant fue presentada en el videojuego de 1993 Virtua Fighter como una estudiante universitaria de San Francisco, California, que investigaba el accidente automovilístico de su hermano Jacky en las 500 Millas de Indianápolis de 1990. Mientras lo hace, es secuestrada por el grupo estilo Illuminati responsable del accidente, Judgement 6, y le lavan el cerebro para matar a su hermano que había ingresado en Torneo Mundial de Artes Marciales, organizado por Judgement 6. Sin embargo, no pudieron controlarla por completo y ella falló, y como resultado, el grupo se centró en entrenarla para volver a intentarlo en su segundo torneo. En cambio, Jacky la salvó y revirtió el lavado de cerebro, sin embargo, también le provocó amnesia, por lo que ambos ingresaron al tercer torneo con la esperanza de que el entorno la ayudara a recuperar sus recuerdos. Con éxito, también la hace recordar lo que había hecho mientras le lavaban el cerebro. Sin saber si la necesidad de matar a Jacky se debió a Judgement 6 o a sus propios deseos, ingresa a los torneos posteriores con la esperanza de superarlo y al mismo tiempo derrotar a Judgement 6. Con la voz original de Lynn Harris, desde Virtua Fighter 3 ha sido interpretada por varias actrices, a veces para el mismo juego. Estas actrices incluyen a Colleen Lanki, Claire O'Connor, Lenne Hardt y Lisle Wilkerson.   
Fuera de la serie principal, también aparece en varios otros juegos de lucha como Virtua Fighter Animation de Sega, que utilizó sprites 2D, Virtua Fighter Kids, una parodia de la franquicia que presenta a los personajes como niños súper deformados con una representación más lúdica de sus historias, y el cruce con otras franquicias de Sega, Fighters Megamix. Apareció en Dead or Alive 5 de Koei Tecmo como personaje invitado, debido a la influencia de Virtua Fighter en el desarrollo de su franquicia. Fuera de los juegos de lucha, apareció como un personaje no jugable en el juego de rol de acción de Sega Virtua Quest, y más tarde en The King of Fighters All-Star de SNK como parte de un evento de colaboración. Después del lanzamiento de Digital Dance Mix Vol. 1, Yu Suzuki declaró a la revista oficial de Sega Saturn que aparecería en el próximo volumen. Sin embargo, el juego nunca fue lanzado. En 2022, aparece como una nueva piel de Nina Williams en Tekken 7.

### En otros medios
También se produjo una serie de anime llamada Virtua Fighter, que consta de segmentos de treinta minutos y fue dirigida por Hideki Tonokatsu, con Ryo Tanaka como diseñador de personajes. Con la voz de Maya Okamoto en japonés y Juliet Cesario en lanzamientos localizados, aparece en el tercer episodio en adelante, actuando como una chica de parrilla para su hermano cuando corre. En esta encarnación, también tiene una ardilla voladora como mascota llamada Alexander, que sirve como compañero animal del anime. Después de ayudar a los protagonistas de la serie Akira Yuki y Pai Chan, otros dos luchadores de los juegos, lucha junto a ellos con Jacky y viajan juntos como grupo. Más tarde es secuestrada debido a su habilidad de lucha y le lavan el cerebro con la intención de crear un «arma humana pura sin emociones», atacando al grupo y golpeando severamente a Jacky después. Cuando la unidad de control que le da las órdenes se rompe, ella se vuelve loca, pero después de ser noqueada, recupera el sentido. Sin embargo, los datos recopilados mientras se experimentaba con Sarah se utilizan para crear un duplicado robótico de ella, Dural, con el que los héroes luchan al final de la serie.
Una serie de manga titulada Virtua Fighter: Legend of Sarah de Takahal Matsumoto se publicó en entregas dentro de los números de Shūkan Playboy y Comic Tetsujin en 1996, que se centró en las vidas de Jacky y Sarah antes y después del primer torneo. Más tarde se compiló y vendió por separado como un libro independiente y GameWare Vol. 2 para la Sega Saturn. También se lanzó un manga adicional llamado Virtua Fighter con ella; escrito por Billy Takibana, actuó como un recuento de la serie de anime. Por último, en 1995, Marvel Comics lanzó un cómic one-shot separado escrito por Mark Paniccia, que la presenta en un papel más pequeño y se destaca que tiene una historia más «irónica».

## Promoción y recepción
En una entrevista para el libro From Barbie to Mortal Kombat: Gender and Computer Games en 2000, el entonces portavoz corporativo de Sega en Norteamérica, Lee Caraher, declaró que, de los personajes de sus juegos de lucha, Sarah fue elegida con mayor frecuencia en su observación, independientemente del género del jugador. Se lanzó una variedad de productos para promocionar el personaje y la serie, incluido un juego de naipes con imágenes de movimientos del juego, pin-ups y un CD de imágenes renderizadas en 3D después del lanzamiento de Virtua Fighter 2, mostrándola en bikini en una piscina.
En una entrevista con Kotaku, Yosuke Hayashi de Team Ninja declaró que sentía que Sarah era uno de los dos personajes que «llevaban consigo la historia de la serie [Virtua Fighter]». La revista oficial de Sega Saturn la describió como «una de las creaciones más brillantes en el mundo de los videojuegos», elogiando su trama de lavado de cerebro y más fuertemente el tamaño de sus senos. Arcade la presentó en una extensión de dos páginas, elogiando su apariencia pero lamentando que sabían poco sobre la personalidad del personaje a partir de sus apariciones en el juego o las declaraciones de Suzuki sobre ella. Roger Miller de Game On! USA la llamó una «verdadera original», elogiándola como uno de los primeros personajes femeninos en los juegos de lucha en 3D y prefiriéndola sobre personajes similares posteriores como Sofia de Battle Arena Toshinden y Nina Williams de Tekken, la última de las cuales llamó «un clon, hasta en la ropa morada». Además, señaló de las tres, «por el gran volumen de material de fanes publicado, Sarah Bryant es la número 1». La revista Total Control fue mucho más crítica con el personaje, citando a Virtua Fighter como un ejemplo de sexismo debido a su presencia en el título, comparando la serie con Tekken, que sintieron que era más respetuosa con sus personajes femeninos, y agregó que «Sega estaría explotando a Sarah Bryant por todo lo que valía si pudieran convencer a alguien de que era sexy».
Sarah también ha sido objeto de estudios académicos sobre sexualización y videojuegos desde su presentación. J. C. Hertz en el libro de 1997 Joystick Nation la llamó «la reina reinante de los personajes de juegos de lucha de polígonos en 3D», y la describió como «construida como una nadadora olímpica». [...] Esta mujer tiene hombros poderosos y piernas fuertes, y es alta», afirmando además que era más realista que Pamela Anderson. En una nota, también elogió su atuendo, llamándola modestamente vestida y «vestida para los negocios, no para el espectáculo». Sin embargo, a pesar de estos aspectos fuertes, notó su uso en medios como la revista Next Generation, que se centró en ella como un elemento sexual para sus lectores masculinos jóvenes, con un póster extraíble y un texto similar a un artículo de Playboy, y sintió que esto ayudó a contribuir a un visión negativa de las mujeres por parte de esos lectores. El libro alemán de 2015 Sheroes: Genderspiele im Virtullen Raum la citó varias veces en un examen de la imagen del poder femenino frente a las mujeres convencionales, y argumentó que el uso de las artes marciales aumentó su sexualización y enfatizó la idea de que el arma más poderosa de una mujer es su cuerpo.
Por otro lado, la profesora de la Universidad de Delaware, Rachael Hutchinson, señaló la influencia positiva de la sexualidad de los personajes, citándola como significativa por ser «la primera mujer occidental en un juego de lucha japonés» y que su «estructura alta, cabello rubio y protuberantes senos formaron la plantilla para figuras posteriores más sexualizadas», como Ivy Valentine en Soulcalibur y Nina Williams. Afirmó además su creencia de que el aumento de la sexualización en el propio diseño de Sarah a medida que avanzaba la serie Virtua Fighter era en parte una respuesta a la mencionada Ivy, lo que provocó «una 'carrera de sexualización' entre las empresas que podían producir la más escandalosa exposición de piel y formas físicas (y salirse con la suya)», lo que finalmente llevó a la creación de títulos como Dead or Alive Xtreme Beach Volleyball.